# Campsicnemus bicoloripes
Campsicnemus bicoloripes är en tvåvingeart som beskrevs av Octave Parent 1937. Campsicnemus bicoloripes ingår i släktet Campsicnemus och familjen styltflugor. Inga underarter finns listade i Catalogue of Life.